# Portwein

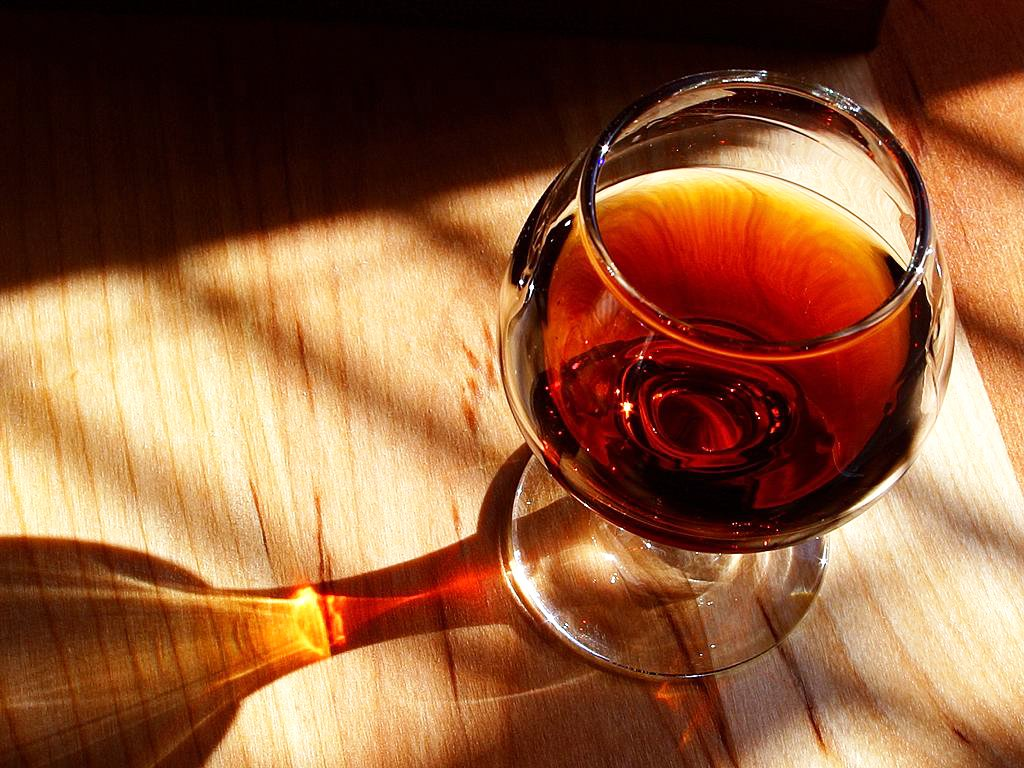
Ein typischer lohfarbener Tawny-Port

Portwein (port. Vinho do Porto [ˌviɲuduˈpoɾtu]), kurz Port genannt, ist ein roter, seltener auch weißer Süßwein. Er gehört zu den oxidativen Weinen und stammt aus der Region Alto Douro im portugiesischen Douro-Tal. Namensgebend ist aber die portugiesische Hafenstadt Porto, in die er, traditionell nach seiner Produktion, zur Reifung, Lagerung und zum internationalen Vertrieb, von Peso da Régua aus über den Douro flussabwärts verschifft wurde.
Je nach Qualität und Anlagen wird er nach verschiedenen Verfahren ausgebaut, woraus sich unterschiedliche Stile, Reifegrade und Qualitätsstufen ergeben. Vintage Port wird dabei als höchstwertiger Portwein angesehen. In einem herausragenden Jahrgang kann er einer der geschmacklich vielfältigsten und langlebigsten Weine der Welt sein. Durch einen langen Ausbau und anschließende Flaschenlagerung entwickelt er eine besondere Aromatik und Komplexität.

## Geschichte

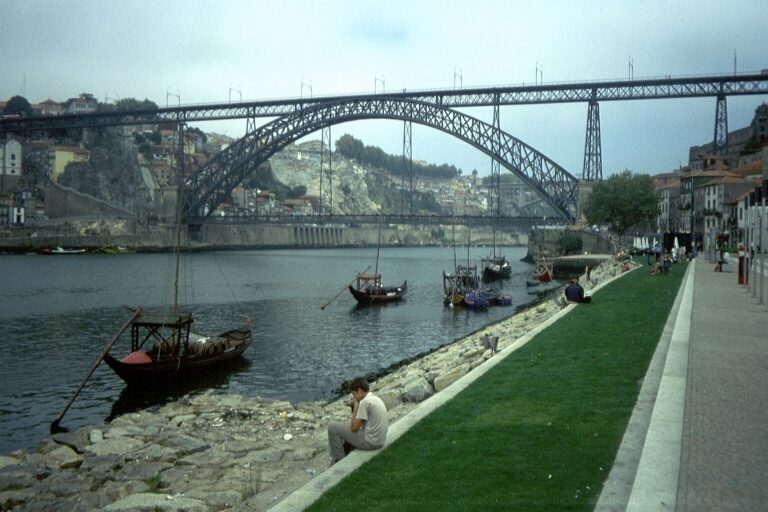
Alte Transportboote auf dem Douro

Mit den Römern gewannen der Weinanbau und die Weinherstellung erstmals an Bedeutung in Portugal. Im 11. Jahrhundert ließ Heinrich von Burgund in einigen Gegenden neue Rebsorten pflanzen. Im 13. Jahrhundert wurden im Dourotal neue Weingärten angelegt und der Vinho de Lamego – Vorgänger des Portweins – produziert (Lamego ist eine Stadt ca. 8 km vom südl. Douro-Ufer entfernt). 1373 unterzeichneten die Portugiesen mit den Engländern ein Handelsabkommen, das sie berechtigte, für die Lieferungen von Vinho de Lamego Kabeljau vor der britischen Küste zu fischen.
Die Bezeichnung Porto für Weine aus dem Dourotal konnte erstmals für das Jahr 1678 in alten Zolldokumenten nachgewiesen werden. Aufgrund der steigenden britischen Nachfrage nach Wein sowie der damals schlechten Beziehungen zu Frankreich suchten englische Kaufleute gegen Ende des 17. Jahrhunderts in Spanien und Portugal nach exportfähigem Wein. Qualität und hygienische Bedingungen waren jedoch schlecht, und nur die Mönche waren damals in der Lage, trinkfähigen und lagerbaren Wein herzustellen. In einem Kloster sollen englische Kaufleute den sogenannten „Priest-Port“ entdeckt haben. Das Geheimnis des „Priest-Port“ bestand darin, dem Wein während der Gärung Neutralalkohol hinzuzufügen, wodurch der Gärprozess gestoppt wird. Der nicht vergorene Restzucker der Trauben verleiht dem Portwein seinen süßen Geschmack. Die im Dourotal erzeugten Weine wurden dann mit kleinen, den Douro befahrbaren Schiffen, den barcos rabelos, in die Handelshäfen transportiert.
Einen weiteren Aufschwung erlebte der Portwein durch den Methuenvertrag zwischen Portugal und England 1703. Auf die sprunghaft angestiegene Nachfrage folgte ein Qualitätseinbruch, aufgrund dessen der Premierminister Marquês de Pombal 1756 eine Gesellschaft zur Garantie von Qualitätskriterien initiierte, eine frühe Art der regionalen Qualitätssiegel. Die Satzung sah unter anderem vor, dass ein Kataster der Douro-Ufer angelegt wird. Die Klassifizierung der Weinberge erfolgte in sechs Klassen auf der Grundlage eines Punktesystems mit den Faktoren Klima, Boden, Hangneigung, Meereshöhe, Ertragsmenge sowie Alter der Rebstöcke. Die Rebsorten wurden ebenfalls in drei Kategorien aufgeteilt.

## Produktion

### Anbauregionen

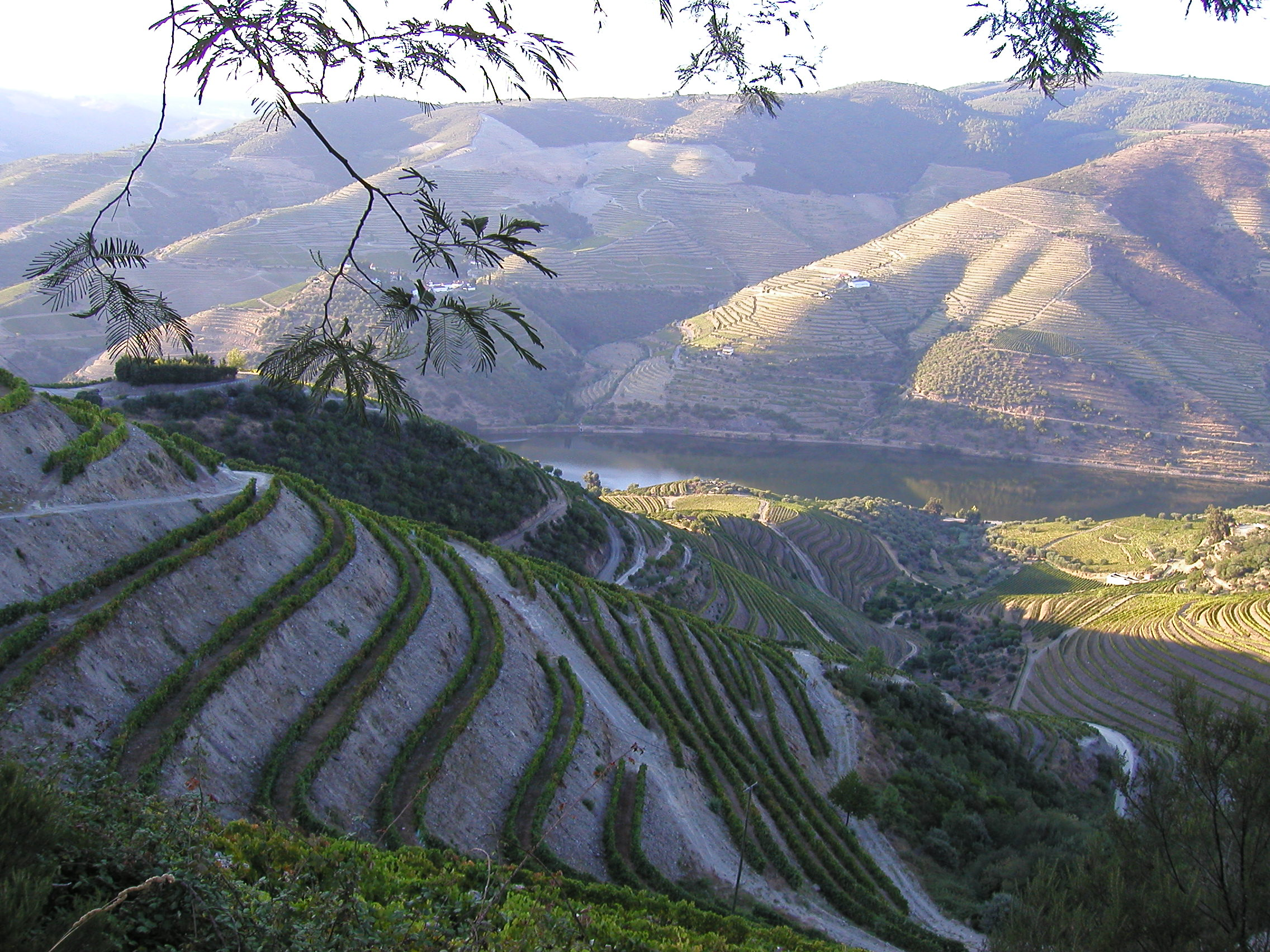
Das Tal des Douro, mit Weinbergen im Terrassenanbau

Ein „echter“ Portwein stammt immer aus Portugal. Die Bezeichnung Portwein ist gemäß internationalen Handelsabkommen in einigen Ländern geschützt. Nur ein Wein, der die Kriterien des Portweininstitutes (Instituto do Vinho do Porto) erfüllt, bekommt das offizielle Siegel und darf sich entsprechend der geschützten Herkunftsbezeichnung innerhalb der Europäischen Union Portwein nennen. Gemäß Reglement dürfen die Trauben nur von Reben in einem genau umgrenzten Gebiet (Região Demarcada) im nordportugiesischen Douro-Tal geerntet werden, das insgesamt etwa 250.000 Hektar Gesamtfläche umfasst, von denen etwa 46.000 mit Reben bestockt sind.
Die Reben kommen aus drei Gebieten:
- Dem Baixo Corgo um die Stadt Peso da Régua im westlichen Teil des Douro-Tals. Es umfasst etwa 28 Prozent des DOC-Gebiets. In der Nähe des Atlantiks sind die Niederschlagsmengen höher als landeinwärts und die Temperaturen niedriger. Die Weinberge sind weniger steil und die Erdschicht auf dem Schiefer ist tiefer und fruchtbarer. Von hier stammt etwa die Hälfte aller Portweine, vor allem die leichteren Ruby- und Tawnyqualitäten.
- Im Cima-Corgo rund um die Stadt Pinhão im Kreis Alijó wird etwa ein Drittel des Portweins hergestellt. Das Klima ist heißer und trockener, die Hänge sind steil, felsig und karg. Hier sind die berühmten Quintas (Weingüter) der Spitzenerzeuger angesiedelt.
- Das Douro Superior reicht von São João da Pesqueira bis an die spanische Grenze. Das Klima ist extrem trocken. Hier werden nur an einigen Stellen Grundweine für Port hergestellt.

### Rebsorten
Über 80 Rebsorten sind heutzutage in der Region Douro zu finden. Rund dreißig sind für die Herstellung von Portwein zugelassen und in die Kategorien empfohlen, erlaubt und toleriert unterteilt.
Die wichtigsten Rebsorten zur Herstellung des roten Portweins sind Touriga Nacional (sie gilt als die hochwertigste Portweinrebsorte), Tinta Barroca, Touriga Francesca, Tinta Roriz, Tinta Amarela und Tinto Cão. Zugelassen sind aber zum Beispiel ebenfalls die Sorten Bastardo, Cornifesto Tinto, Donzellinho do Castello, Mourisco Tinto, Sousão und Tinta Francisca.
Beim weißen Portwein werden hauptsächlich die Rebsorten Malvasia Fina, Codega und Rabigato eingesetzt. Zugelassen sind ebenfalls die Sorten Donzelinho Branco, Esgana Cão, Folgasão, Gouveio, Malvasia Rei, Moscatel und Viosinho.

### Gärung und Aufspriten
Nach der Handverlesung der Trauben werden diese zunächst wie bei jedem anderen Wein gepresst und der Most wird zur Gärung angesetzt. Der eigentliche Vorgang, der Wein zu Portwein macht, ist die „Fortifizierung“, also das Aufspriten des gärenden Mostes mit hochprozentigem Ethylalkohol. Dabei wird die Gärung der Portweine – sowohl roter wie weißer – durch Zugabe von etwa 77-prozentigem Weindestillat gestoppt. 
Der gewünschte verbleibende Restzucker, also die Süße des Portweins, wird durch den Zeitpunkt des Stoppens bestimmt. Je weiter der Wein vergoren ist, desto weniger Weinbrand wird hinzugefügt. Portwein darf als Endprodukt einen Alkoholgehalt zwischen 19 und 22 Volumenprozent aufweisen. Durch den hohen Alkohol- und Zuckergehalt ist er lange lagerfähig.

### Reifung

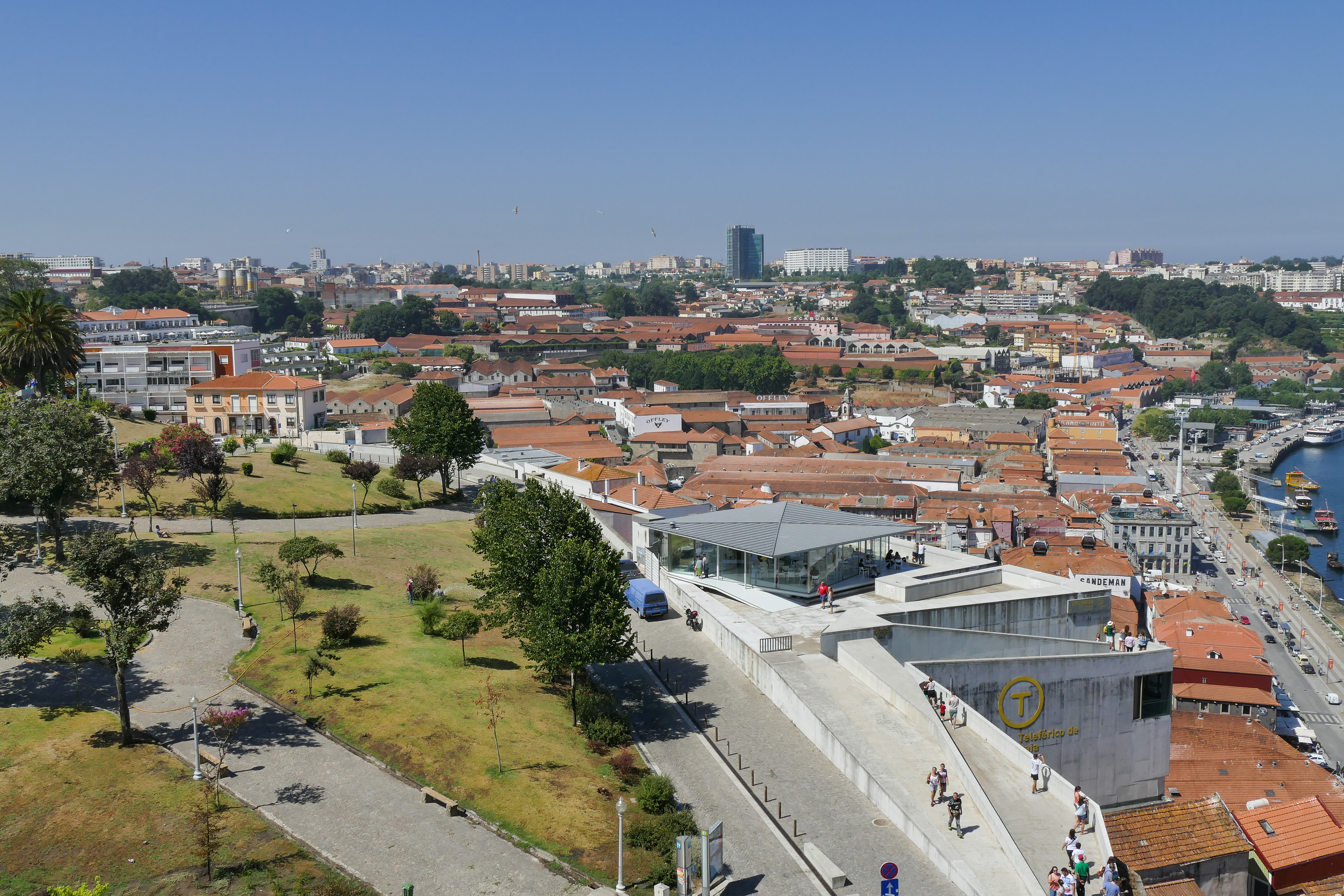
Die Lagerhallen der Portweinkellereien am linken Douro-Ufer gegenüber von Porto

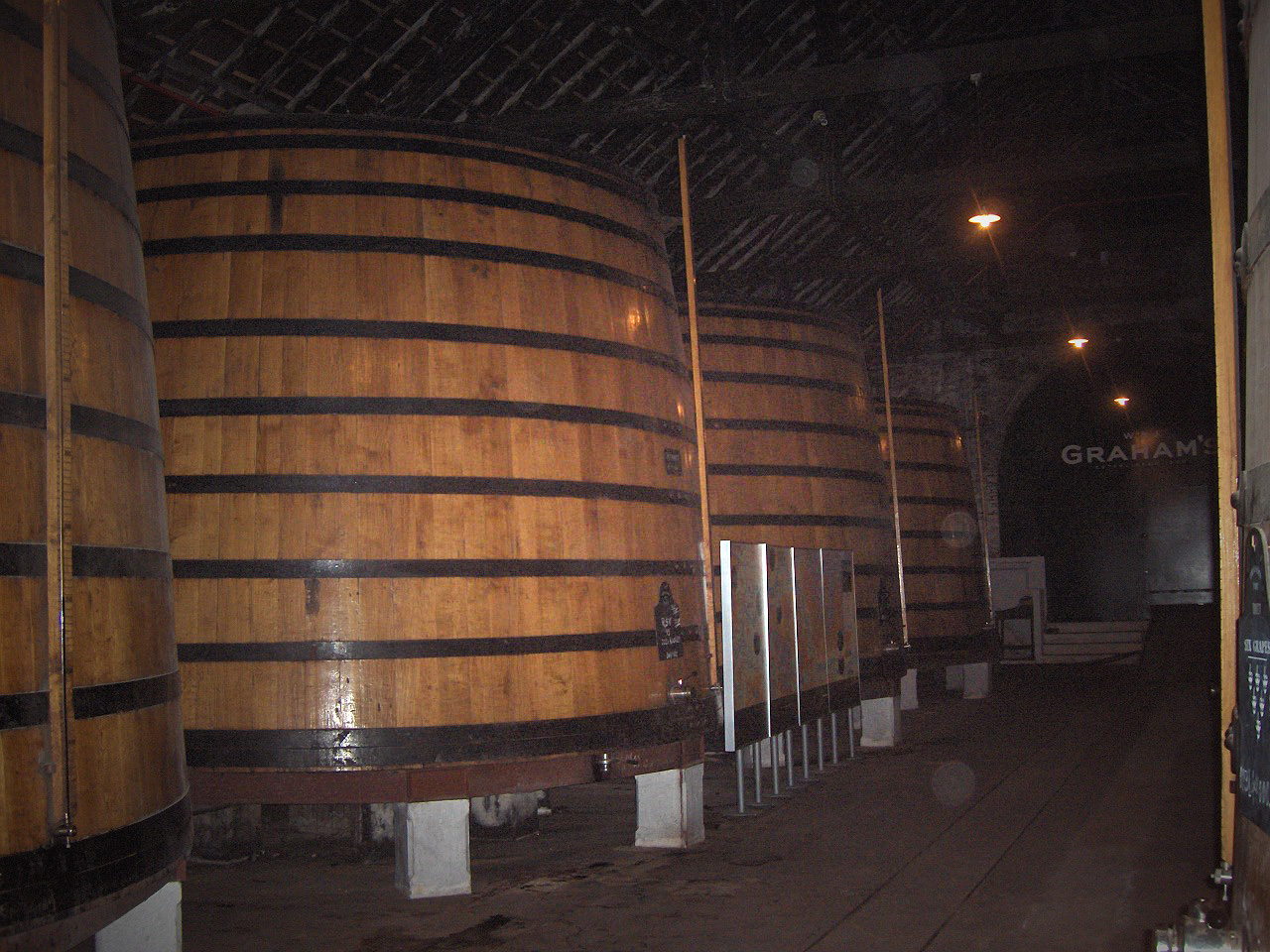
Große Tanks in der Kellerei Graham’s

Nach der Vinifizierung verbleibt der Wein normalerweise ein halbes Jahr im Douro-Tal und wird anschließend per LKW (früher auf Schiffen, den Rabelos, die heute in Porto zu Dekorationszwecken vor Anker liegen) in die großen Portweinkellereien nach Vila Nova de Gaia, am Ufer des Douro gegenüber von Porto gelegen, gebracht, wo der eigentliche Reifungsprozess von mindestens zwei Jahren beginnt.
Jeder Portwein lagert zunächst für mindestens zwei, höchstens aber sechs Jahre im großen Fass (Tanks aus Holz oder neuerdings auch rostfreiem Stahl, mit teilweise über zwanzigtausend Litern Fassungsvermögen, siehe Bild), in dem er in geringem Umfang mit Luft in Berührung kommt und langsam altert/reift.
Nach frühestens zwei Jahren wird eine erste Verkostung vorgenommen, um über die Qualität und die weitere Verwendung des Weines zu entscheiden, aus der sich die weitere Art der Reifung ableitet.
Als Faustregel gilt: Je besser ein Jahrgang, umso mehr wird sich seine Qualität durch lange Lagerung, insbesondere Flaschenlagerung, verfeinern und verbessern:
- Ein durchschnittlicher Jahrgang würde durch überlange Lagerung nur schnell im Geschmack verflachen und sollte am besten jung, als Ruby, getrunken werden. Ein solcher Wein verbleibt noch kurze Zeit im großen Fass und wird dann trinkfertig in Flaschen abgefüllt. Allenfalls eignet er sich, verschnitten und für wenige Jahre in der Pipe (kleines Fass) gealtert, für einen Tawny oder Fine Tawny.
- Ein überdurchschnittlicher Jahrgang wird durch Lagerung besser. Solche Jahrgänge verbleiben noch einige Zeit im großen Fass und werden dann zur weiteren Reifung entweder in die Pipe (Old Tawny, Colheita, Reserva, …) oder die Flasche (LBV, Crusted Port, Vintage Character) gefüllt.
- Ein Spitzenjahrgang, so er als solcher erkannt und offiziell als Vintage deklariert wurde, sollte möglichst früh in Flaschen umgefüllt werden und vor dem Verzehr für längere Zeit, mindestens zehn Jahre reifen. Solche Weine erreichen ihren geschmacklichen Höhepunkt normalerweise erst nach Jahrzehnten der Lagerung.

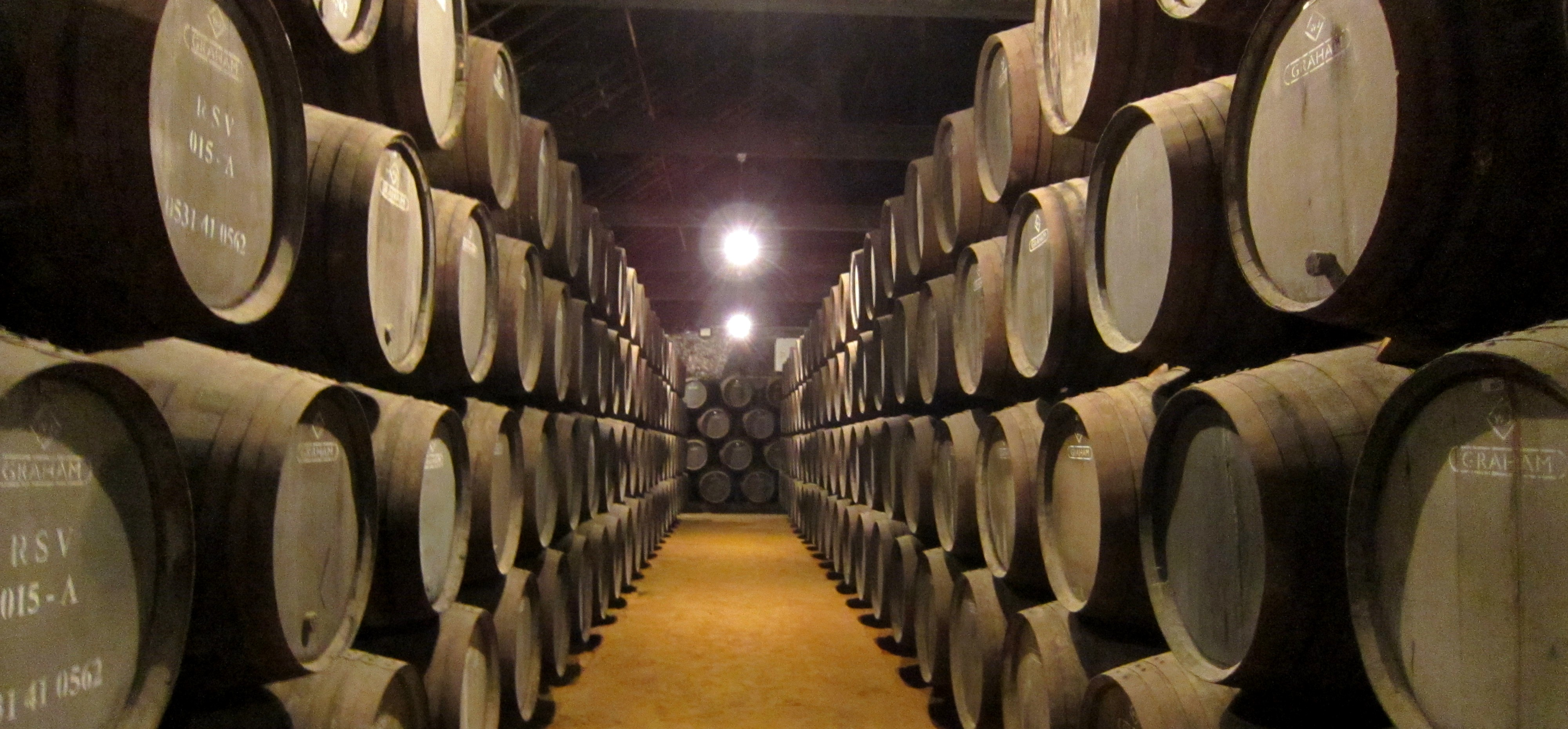
Pipen in der Kellerei Graham’s

Neben der Qualität des Jahrganges entscheidet der Zeitpunkt der Umfüllung, die Art und Dauer der weiteren Lagerung den Charakter eines Portweines:
- In der Pipe (kleines Fass) altert und reift der Wein durch oxidativen Ausbau schneller (da das Fass immer etwas luftdurchlässig ist). Zudem nimmt der Wein immer auch ein wenig den Geschmack des Holzes an. Die Farbe wird schnell heller; tawny (englisch lohfarben). Da ein lange in der Pipe gelagerter Wein bereits oxidiert ist, ist er recht stabil gegenüber der Luft und kann über längere Zeit (Tage, Wochen oder gar Monate) ohne wesentlichen Geschmacksverlust aus einer angebrochenen Flasche getrunken werden.
- In der geschmacksneutralen, nahezu luftdichten und möglichst dunklen Flasche altert/reift der Wein deutlich langsamer. Ohne direkte Beeinflussung durch die Umwelt wandeln sich die Inhaltsstoffe allmählich um, der Wein fällt Farbstoffe aus und es bildet sich im Laufe von Jahren und Jahrzehnten langsam ein Depot (Bodensatz, englisch crust). Ein in der Flasche gelagerter Port muss daher meist vorsichtig dekantiert werden, um zu verhindern, dass das Depot im Glas landet.
Da ein lange in der Flasche gelagerter Wein weniger oxidiert ist, ist er empfindlicher gegenüber dem Luftsauerstoff. Ist die Flasche einmal angebrochen, verliert der Wein unter Umständen binnen einiger Tage an Geschmack und sollte schneller als ein Tawny getrunken werden.

Mit der Reifung wandeln sich Geschmack und Farbe des Portweines. Während ein junger Wein noch einen kräftigen Geschmack nach Rotweintrauben und Früchten hat, wandelt sich das Aroma mit dem Alter und wird feiner und vielschichtiger, mit Geschmacksnoten von Gewürzen, Nüssen, Dörrobst, Datteln, Karamell, Vanille, Zitrusfruchtschalen, aber auch Mocca- und Teernoten und vielen anderen mehr sind möglich. Die Farbe wandelt sich dabei von einer kräftig rubinroten Farbe und wird heller, hin zu Braun- und Goldtönen (siehe Unterscheidung nach Farbe).

### Handel und Vertrieb
Ursprünglich waren Anbau, Kellerei und Handel des Weines streng getrennt. Während der Anbau im Douro-Gebiet fest in portugiesischer Hand war, wurde der Exporthandel in Porto zu einem großen Teil von Ausländern aus den Absatzgebieten im Norden übernommen. Die Namen vieler traditionsreicher Portweinhäuser zeigen deutlich ihren Ursprung aus Großbritannien (Graham’s, Forrester, Warre’s, Taylor Fladgate & Yeatman, Cockburn Smithes …), Deutschland (Köpke, Burmester, Andresen und andere) und den Niederlanden (Niepoort und andere).
Im Laufe der Zeit vermischten sich Produzenten und Händler. Händler kauften Weingüter und Winzer fingen an, selbst zu vertreiben. Die meisten Portweinhäuser befinden sich heute im Besitz größerer Gruppen wie Sogevinus, Symington oder Sogrape. Es gibt nur noch wenige unabhängige Familienbetriebe. Namhafte Portweinfirmen sind: Graham’s, Kopke, Niepoort, Fonseca, Cálem, Ferreira, Messias, Barros, Quinta do Noval, Sandeman, Taylor’s und Offley.
Das größte Portweinabnehmerland ist heute Frankreich. Laut Statistik des Portweininstitutes hatte Frankreich im Jahr 2017 einen Anteil von 29,6 Prozent. Es folgten die Niederlande und Belgien mit zusammen 25,1 Prozent, das Erzeugerland Portugal selbst mit 16,7 Prozent, Großbritannien mit 7,4 Prozent, USA/Kanada mit zusammen 6,5 Prozent. In Deutschland waren es 3,2 Prozent. Die Märkte sind in den oben genannten Ländern unterschiedlich ausgerichtet: Während in Frankreich und Benelux hauptsächlich Ports der Standardqualität konsumiert werden, überwiegen in Großbritannien und Nordamerika gehobene Qualitäten.
Mittlerweile gehen immer mehr auch kleinere Weingüter am Douro dazu über, ihren eigenen Portwein zu produzieren. Dies geschieht entweder durch Nichtverkaufen der Trauben, des Weines oder des schon in Fässern lagernden Portweines an große Handelshäuser. So haben in den letzten 20 bis 30 Jahren einige sogenannte Quintas steigenden Bekanntheitsgrad durch ihren Portwein erlangt. Zu nennen sind hier beispielsweise Passadouro, van Zeller, Ventocelos, Vieira de Sousa, Crasto, Vale Dona Maria, Vale Meao, Estanho, de la Rosa, Noval, Infantado, Vallado, Portal, Tedo, Pacheca. Waren diese teils sehr alten Quintas früher die Lieferanten der großen Portweinhäuser, so greifen diese mancherorts noch als Familienbetriebe auftretenden Produzenten auf ihre eigenen Schätze in den Fässern zurück. Der alte Weg vom Traubenproduzent als Grundlage des Ports wird immer öfter selber beschritten.

## Stile

Überblick über die Typen

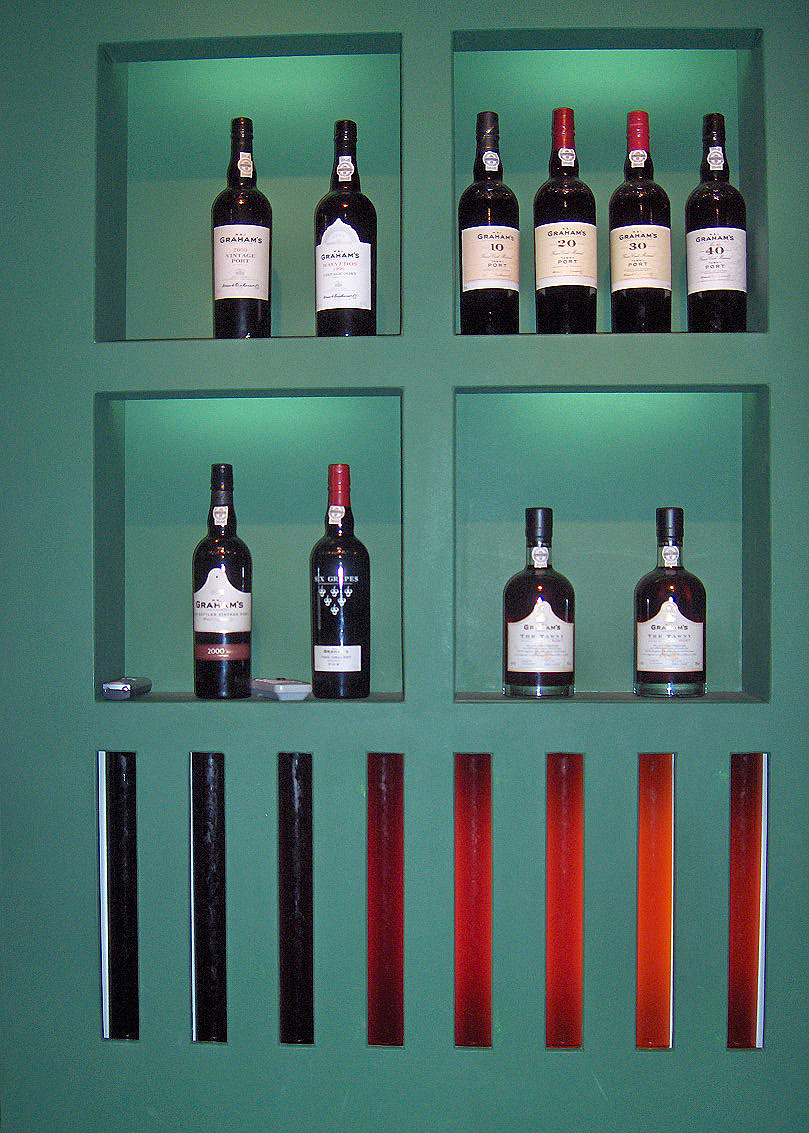
Verschiedene Port-Arten (ohne White Port), mit Farbskala (unten)

Das Portweininstitut unterscheidet zwei Stilrichtungen nach Alter:
- Ruby-Typ: hauptsächlich in der Flasche gereifter Portwein aus roten Trauben
- Tawny-Typ: hauptsächlich im Fass gereifter Portwein aus roten Trauben

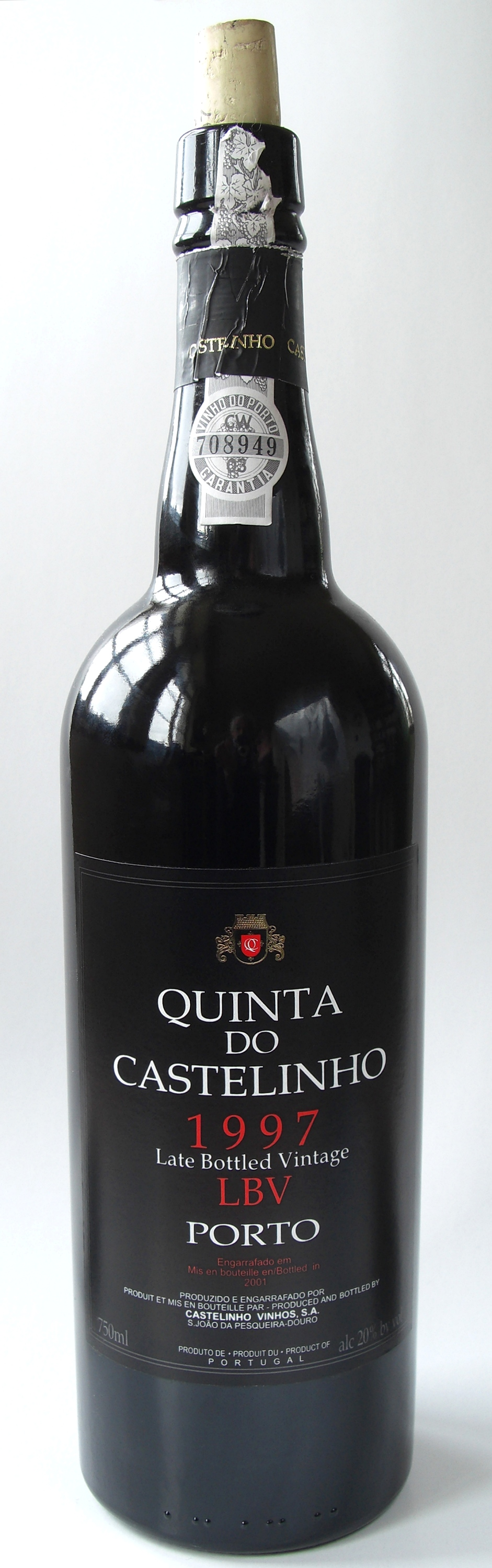
Late Bottled Vintage

Sowie zwei weiteren nach Rebsorten:
- White Port
- Rosé Port

### Ruby-Typen
Portweine des Ruby-Typs (englisch Rubin) werden in der Regel nur zwei bis drei Jahre in einem großen Tank gelagert und dann zwecks Erhalt ihrer kräftigen, fruchtigen Aromen in Flaschen abgefüllt. Die weitere Reifung variiert und ist durch die folgenden, in aufsteigender Qualität genannten, offiziellen Bezeichnung beschrieben.

#### Ruby
Ein Portwein, der lediglich mit Ruby bezeichnet ist, ist zumeist ein Verschnitt verschiedenster, relativ junger Jahrgänge, die nach ca. zwei bis drei Jahren Lagerung direkt aus dem großen Tank filtriert und trinkfertig in Flaschen abgefüllt wurden. Die kräftige rubin/kirschrote Farbe weist auf die geringe Oxidation und die geringe Reifung hin. Ruby Port zeichnet sich durch einen jungen, fruchtigen Geschmack aus.

#### Reserve Ruby
Reserve Ruby (früher: Vintage Character Port) ist ein höherwertiger Ruby, der aus ausgewählteren Trauben hergestellt wird und etwas länger reift. Er ist aber auch ein Verschnitt mehrerer Jahrgänge. Die Bezeichnung Vintage Character Port ist seit 2002 vom Portweininstitut nicht mehr zugelassen, weil sie eine unpassende Ähnlichkeit zum echten Vintage Port suggeriert.

#### Crusted Port
Crusted Port ist ein Verschnitt aus guten Jahrgängen, die aber nicht die Qualität eines „echten“ Vintage erreichen. Der Wein wird jung (in der Regel nach zwei bis vier Jahren) aus dem großen Tank zumeist ungefiltert in Flaschen abgefüllt, wo er einige Jahre weiter reift und ein Depot bildet. Er muss daher dekantiert werden.

#### Late Bottled Vintage (LBV)
Late Bottled Vintage Port (LBV) ist wie der Vintage Port ein Verschnitt aus Trauben eines Jahrgangs. Er lagert aber vier bis sechs Jahre im Fass, bevor er in Flaschen abgefüllt wird. Hierbei gibt es den gefilterten und ungefilterten LBV. Im Gegensatz zu Vintages ist gefilterter LBV sofort trinkbar, weitere Lagerung trägt nicht zur Reifung und Verbesserung des Geschmacks bei. Ungefilterter LBV ist relativ selten und reift in der Flasche – ebenso wie Vintages – weiter.

#### Vintage
Vintage Port ist der seltene und hochwertige Portwein der Spitzenklasse. Nur herausragende Jahrgänge werden zu Vintage-Jahrgängen erklärt. Diese Deklaration ist nicht einheitlich; jedes Haus nimmt eine eigene Prüfung und eigene Entscheidung vor, die sie offiziell dem Portweininstitut meldet. Die folgenden Jahrgänge wurden von den meisten renommierten Kellereien als Vintage deklariert:
| 1950er                                               | 1960er                                                                         | 1970er                                                   | 1980er                                          | 1990er                                                                 | 2000er                                                            | 2010er                              |
| ---------------------------------------------------- | ------------------------------------------------------------------------------ | -------------------------------------------------------- | ----------------------------------------------- | ---------------------------------------------------------------------- | ----------------------------------------------------------------- | ----------------------------------- |
| - 1950 (gut) - 1955 (hervorragend) - 1958 (sehr gut) | - 1960 (hervorragend) - 1963 (hervorragend) - 1966 (hervorragend) - 1967 (gut) | - 1970 (hervorragend) - 1977 (hervorragend) - 1979 (gut) | - 1983 (gut) - 1985 (hervorragend) - 1987 (gut) | - 1991 (sehr gut) - 1994 (hervorragend) - 1995 (gut) - 1997 (sehr gut) | - 2000 (hervorragend) - 2003 (hervorragend) - 2007 (hervorragend) | - 2011 (hervorragend) - 2016 - 2017 |
Anmerkung: Diese Tabelle gibt auch eine gewisse Indikation zur Qualitätsbewertung von Colheitas.
Wurde ein Jahrgang zum Vintage erklärt, so wird er in Flaschen abgefüllt und der weitere Reifungsprozess des Weines findet in der Flasche statt und kann viele Jahre (wenn nicht Jahrzehnte) dauern. Dadurch hat jede Flasche ihr „Depot“, welches der Wein braucht, um sich in der Flasche weiterzuentwickeln. Nach frühestens zehn Jahren ist der Vintage trinkreif, meist erreicht ein großer Jahrgang seine vollständige Reife erst nach einem halben Jahrhundert. Der Wein wird vorsichtig dekantiert und sollte innerhalb von wenigen Tagen getrunken werden.

### Tawny-Typen
Portwein des Tawny-Typs lagert wie Ruby-Ports zwei bis drei Jahre in einem großen Tank, wird aber dann in die kleinen Pipes umgefüllt. Dort hat er mehr Kontakt mit Luft, oxidiert mehr und altert schneller. So bekommt er einen Geschmack, der an trockene Früchte erinnert (Nüsse, Mandeln usw.) und hellt auf. Das Farbspektrum reicht von granatrot, kastanienrot über ein orange-rotbraun bis zu sehr hellen bernstein- oder goldfarbenen Tönen.

#### Tawny
Ein Tawny Port ohne Altersangabe ist ein Verschnitt von Portwein, der mindestens zwei Jahre in Pipes gereift ist.

#### Old Tawny
Old Tawny (oder Aged Tawny) Ports lagern länger im kleinen Holzfass. Die Bezeichnung gibt es in der Regel nur in Verbindung mit einer der drei Altersangaben: 10, 20, 30 Jahre. Die Altersangabe ergibt sich aus den Merkmalen des Verschnittes der verwendeten Komponenten und wird vom Portweininstitut bestätigt. Old Tawnies sind hochwertiger als Standard Tawnies. Ein Old Tawny darf verschnitten werden: ein 20 Jahre alter Tawny darf beispielsweise jeweils zur Hälfte aus 10- und 30-jährigem Tawny bestehen.

#### Very Old Tawny
Very Old Tawny ist durchschnittlich mindestens 40 Jahre alt.

#### Colheita

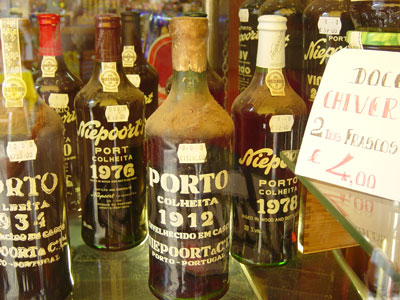
Alte Colheita-Portweine

Nach mindestens sieben Jahren Lagerung im Fass werden diese Weine, die aus verschiedenen Trauben eines einzigen Jahrgangs bestehen, abgefüllt. Man könnte Colheitas auch als Jahrgangs-Tawnys bezeichnen, da Colheitas immer das Datum des Erntejahres auf der Flasche tragen.
Besonders interessant an Colheitas ist das von Quinta zu Quinta unterschiedliche Abfülljahr, das in den meisten Fällen ebenfalls auf der Flasche vermerkt ist. So schmeckt ein Colheita aus dem Erntejahr 1950 mit z. B. Abfülljahr 1975 gänzlich anders als mit Abfülljahr z. B. 1986 oder noch länger. Der Grund: je länger der Wein mit dem Fassholz in Kontakt bleibt, umso mehr nimmt er dessen Inhaltsstoffe auf. So gibt es z. B. noch heute bei Wiese & Krohn in Porto ein Holzfass aus dem Erntejahr 1863, woraus nur zu sehr besonderen Anlässen einzelne Flaschen abgezogen werden.
Nach der Abfüllung gelten Colheitas als trinkfertig. Anders als Vintages steigern sie nicht mehr wesentlich ihre Qualität, verändern jedoch mit den Jahren ebenfalls ihren Charakter. Ob der deutlich sichtbaren und schmeckbaren Unterschiede zu den Vintage Ports haben Colheitas eine eigene „Fangemeinde“. Wobei die Preise für sehr alte Colheitas keinesfalls wesentlich niedriger sein müssen, als für sehr gute Vintage Ports.
Lange gelagerte Tawny Ports und Colheitas zeichnen sich durch einen Farbübergang von braun oder gelb-braun nach oliv aus, den man von der Mitte zum Rand eines geneigten Glases beobachten kann. Junge Rubys, die mit weißen Ports verschnitten wurden, um künstlich optisch älter zu erscheinen, zeigen diesen Farbübergang nicht.

### White Port
Der seltenere White Port wird aus weißen Trauben hergestellt. Der Wein lagert circa drei Jahre. Wie alle undatierten Portweine wird er dann verschnitten und abgefüllt. Es gibt auch weiße Portweine mit jahrzehntelanger Lagerung/Reifung. Diese entwickeln leicht medizinische Noten sowie Anklänge von Nüssen im Abgang.
Ausschließlich bei weißen Portweinen unterscheidet man zwischen unterschiedlichen Süßegraden:
- Muito Doce/Very Sweet/Sehr Süß
- Doce/Sweet/Süß
- Meio Seco/Semi dry/Halbtrocken
- Seco/Dry/Trocken
- Extra seco/Extra Dry/Sehr Trocken

### Rosé Port
2008 nahm das Haus Croft einen Rosé Port ins Sortiment, der bis zum Aufspriten wie ein Roséwein hergestellt wird. Inzwischen sind andere Hersteller gefolgt. Seit 2009 wird diese Variante vom IVDP als offizielle Sorte geführt. Die Farbe variiert von einem blassen Rosa bis zu einem leuchtenden Pink. Geschmacklich liegt Rosé zwischen White und Ruby; meist ist er leicht und fruchtig. Rosé wird normalerweise wie ein White gekühlt serviert oder zum Mixen von Cocktails verwendet.

### Weitere Varianten
- Reserva/Reserve: Dieser Zusatz bezeichnet allgemein einen Port gehobener Qualität (ähnlich wie „Fine“). Der Begriff ist durch das Portweininstitut nicht reglementiert und die Verwendung ist von Haus zu Haus etwas unterschiedlich. Es kann sich um einen Tawny, Ruby, Crusted oder White handeln.
- Garrafeira: Diese seltene Art kombiniert gemäß Reglement des Portweininstitutes die Reifung im Fass (drei bis sechs Jahre, ähnlich einem LBV), mit einer längeren Nachreifung (mindestens 8 Jahre) in der Flasche. Der Begriff Garrafeira bedeutet auf Portugiesisch so viel wie „Flaschenlager“ und bezeichnet auch Nicht-Port-Weine. Ursprünglich kennzeichnete dieser Name einfach einen hochqualitativen Wein, der länger in der Flasche gelagert ist, daher findet sich der Begriff auch auf dem Etikett manch älterer Vintage-Jahrgänge, die nicht der heutigen Definition entsprechen. Nur Niepoort stellt Garrafeiras her und vertreibt diese in großen Flaschen mit 11 Liter Inhalt, die Demijohns genannt werden.
- Single Quinta: Dies kann prinzipiell jede der o. g. Arten sein; am häufigsten sind Vintage, LBV und Colheita. Charakteristisch ist, dass die Trauben von einer einzigen Quinta (Weingut) stammen, welche deutlich auf dem Etikett ausgewiesen ist.

## Farbe und Aroma
| Farbe                 |
| --------------------- |
| Oenin                 |
| Ein Pyranoanthocyanin |

| Aroma         |
| ------------- |
| β-Jonon       |
| β-Demaskon    |
| Sotolon       |
| Whisky-Lacton |

### Farbe
Die rote Farbe von Portweinen wird vor allem durch Anthocyane wie Oenin begründet. Diese sind außerdem in den Schalen von Weintrauben enthalten. Mit dem Reifungsprozess sinkt die Konzentration der Anthocyane. Die orange Farbe wiederum lässt sich auf die Anthocyane von Pyranoanthocyaninen zurückführen. Im Reifungsprozess bilden sich diese polymerartige Pigmente aus, welche den Wein nach einer gewissen Zeit orange-braun erscheinen lassen können.

### Aroma
Die für den Geruch wirksamste Verbindung in gereiftem Portwein ist Sotolon. Der Geruch von Sotolon ist charakteristisch scharf und nussig. Darüber hinaus beeinflussen viele weitere Verbindungen das Aroma. In Flaschen gereifter Portwein entwickelt nach Blumen riechende Aromen. Bei fassgereiften Portweinen hängt das resultierende Aroma vom Fass ab. Häufig bestimmen dann Lactone den Geruch des Weines.

## Verzehr

### Aufbewahrung
Nur Vintage und Garrafeira-Ports sollten vor dem Genuss unbedingt länger in der Flasche gelagert werden, so dass sie voll reifen und ihren Geschmack entwickeln können. Alle anderen Portarten werden trinkfertig verkauft und profitieren nicht oder weniger von einer weiteren Lagerung in der Flasche. Nur sehr jung abgefüllt bauen sie u. U. in der Flasche noch geringfügig aus. Billige Sorten bergen aber das Risiko, nach wenigen Jahren im Geschmack zu verflachen. Normale Qualitäten (Tawnys, LBVs, …) sind geschmacklich sehr stabil und bei richtiger Aufbewahrung über viele Jahre oder Jahrzehnte haltbar, ehe auch sie langsam im Geschmack abbauen und verflachen.
Ist eine längere Lagerung gewünscht oder erforderlich, so sollte man Port – wie fast jeden Wein – in einem möglichst dunklen Raum mit einer möglichst konstanten, niedrigen, aber nicht zu niedrigen Temperatur (optimal ca. 10–12 °C) in der ungeöffneten Flasche, liegend (damit der Korken feucht bleibt) ruhen lassen und möglichst wenig bewegen.

### Öffnen
Wie nach dem Entnehmen einer Flasche aus dem Weinkeller vorzugehen ist, hängt vom Typ des Weines ab:
- Ein in der Flasche gereifter Port (Vintage, Garrafeira, Crusted) muss vor dem Verzehr normalerweise dekantiert werden. Ein Portwein muss normalerweise nicht „belüftet“ werden. Im Gegenteil: Einmal dem Luftsauerstoff ausgesetzt, sollten solche Weine möglichst schnell konsumiert werden. Dementsprechend haben solche Ports normalerweise auch keinen wiederverschließbaren Stopfen, sondern einen „normalen“ Korken.
- Ein im Fass gereifter Port (Tawny, LBV, Colheita) ist hingegen stabiler gegenüber Luft und Licht, muss nicht unbedingt dekantiert oder umgefüllt werden und kann nach dem Öffnen in der Flasche, in der er verkauft wurde, über mehrere Wochen aufbewahrt werden (nach Jahrzehnten bildet er allerdings auch einige Ablagerungen, sodass sich eine Doppeldekantierung empfiehlt). Dementsprechend sind solche Flaschen normalerweise mit einem wiederverschließbaren Stopfen verschlossen.

Bei einem sehr lange in der Flasche gelagerten Port ist der Korken unter Umständen kaum aus der Flasche zu bekommen, ohne dass sich dieser aufgrund seiner Sprödigkeit in seine Bestandteile auflöst. Flaschen vor 1970 haben darüber hinaus oft einen konischen Hals, der das Entkorken ohne Zerbröseln fast unmöglich macht. Hierbei empfiehlt sich ein Spangenkorkenzieher. Ebenso selten lässt es sich vermeiden, das Depot in der Flasche aufzuwirbeln. In alten Zeiten schuf hier ein Spezialwerkzeug, die Portweinzange, Abhilfe. Diese Zange wurde im Kamin glühend heiß gemacht und um den Flaschenhals gepresst. Dann wird die Druckstelle schnell mit einem feuchten Tuch abgekühlt oder einer nassen Feder mit Wasser besprengt und durch Thermoschock bricht das Glas, normalerweise mit einer glatten, wohldefinierten Bruchstelle. Bei modernen Flaschen funktioniert dieser Trick meist nicht mehr.

### Servieren
Auch wie man den Port genießt, hängt vom Typ ab:
- White Port wird normalerweise vor dem Essen gekühlt serviert. Man bewahrt ihn auch oft im Kühlschrank auf. Er wird auch mit Tonic-Water als Longdrink serviert. Hierbei mischt man ihn zu etwa gleichen Teilen mit Eis und einer Scheibe Zitrone (sog. Portonic).
- Ruby Ports sind eher als Dessertweine zu sehen. Sie werden nach dem Essen, bei 15–18 °C, früher ausschließlich mit Käse und Nüssen, heute auch mit Schokoladendesserts oder ähnlichen süßen Gerichten serviert. Aus Irland kommt der Hot-Port, ein Verwandter des Glühweines: Ruby Port mit heißem Wasser, Zimt, Nelken und Zucker.
- Tawny Ports sind die wohl vielseitigsten Portweine. Traditionell werden sie nur als Verdauungsweine (frz.: Digestif) nach dem Essen bei 13–15 °C serviert.

### Gläser
Ein typisches Portweinglas ähnelt einem Glas, wie es für Likör oder andere Südweintypen (z. B. Sherry) benutzt wird. Es fasst ca. 80 bis 140 ml brutto (wird aber nur zu einem Drittel gefüllt), ist also deutlich kleiner als ein normales Weiß- oder Rotweinglas. Hiermit wird dem höheren Alkoholgehalt Rechnung getragen. Die Form sollte sich zur Öffnung hin leicht verengen (Tulpenform), damit die Nase das Aroma besser aufnehmen kann. Zylindrische oder konische Gläser sind weniger gut geeignet.